# Marco Boni (direttore d'orchestra)
Marco Boni (Reggio nell'Emilia, 30 ottobre 1960) è un direttore d'orchestra e violoncellista italiano.
Si diploma a Milano presso il Conservatorio di Milano. Inizia la sua carriera come violoncellista e negli anni '80, oltre all'attività solistica e di primo violoncello dell'Orchestra del Comunale di Bologna, è fondatore e violoncello solista de I Virtuosi Italiani.
Nel 1987 prosegue gli studi di direzione d'orchestra con Sergiu Celibidache.
Nel 1994 dopo un tour nelle principali città italiane, viene nominato Direttore Principale della Concertgebouw Chamber Orchestra di Amsterdam, ruolo che tuttora ricopre. Tra le numerose tournée alla guida della sua orchestra olandese (Francia, Spagna, Italia, India, Giappone, Svizzera, Portogallo) si inseriscono alcune apparizioni alla guida di importanti orchestre come il Maggio Musicale Fiorentino, la Scottish Chamber Orchestra, la North Netherlands Symphony Orchestra e l'Orchestra del Teatro Regio di Parma.
Dal 2005 è anche direttore musicale dell'orchestra da camera viennese Wiener Kammersymphonie.
Nel 2009 con la Concertgebouw Chamber Orchestra e Misha Maisky ha effettuato tournée in Spagna.
Marco Boni ha inciso in  prima registrazione discografica delle orchestrazioni di Mahler dei quartetti di  Schubert   “La Morte e la fanciulla” e del quartetto op. 95 di Beethoven. Seguono 4 registrazioni sempre con la Concertgebouw con musiche di Haydn,  Mozart, Mendelsshon,  Schubert e  Tchiaikovsky.
Ultime incisioni figurano un CD con musiche di Vivaldi e Bach con i Filarmonici del Teatro Comunale e un doppio CD verdiano registrato dopo il tour in India.
Recentemente ha effettuato due tour in Italia e in Spagna con la Concertgebouw e Misha Maisky ed un concerto presso la sala Concertgebouw di Amsterdam. Quest'anno ha preso parte ad una produzione della Orchestra regionale toscana con il gruppo vocale Swingle Singers.
Con la Wiener Kammerorchester, Marco Boni ha effettuato concerti in Italia e in Spagna con bel successo.
Nell'estate 2010  Marco Boni ha diretto  una serie di concerti sinfonici con l'Orchestra del Teatro Comunale di Bologna che continuerà nella stagione invernale; orchestra con la quale  è programmata anche l'esecuzione della decima sinfonia per le celebrazioni mahleriane del 2011.
A partire dall'autunno 2010 inizia anche una collaborazione con l'Accademia pianistica di Imola “Incontri col Maestro”.